# ونتا بابیچ
ونتا بابیچ (سیریلیک صربی: Вања Бабић، متولد ۱۸ ژوئیه ۱۹۸۱) یک تکواندوکار صربستانی است.
وی هم در مسابقات قهرمانی تکواندو جهان ۲۰۰۹ در کپنهاگ و هم در مسابقات قهرمانی تکواندو اروپا ۲۰۱۲ در منچستر، برنده مدال برنز شد.